# Ottwiller
Ottwiller (tiếng Đức: Ottweiler) là một xã thuộc tỉnh Bas-Rhin trong vùng Grand Est đông bắc Pháp.